# المنظمة العربية للمواصفات والمقاييس
المنظمة العربية للمواصفات والمقاييس (ASMO) والمعروفة أيضًا باسم المنظمة العربية للتوحيد القياسي والمواصفات، تأسست عام 1965 باعتبارها وكالة متخصصة تتبع لجامعة الدول العربية من قبل مجلس الوحدة الاقتصادية العربية.
مهام المنظمة شملت تقديم المشورة التقنية إلى الدول العربية على نظم الأوزان والمقاييس ؛ توفير التدريب المهني والبحث في الإنتاج الصناعي الجودة والقياس الاختبار والتفتيش الأساليب ؛ والسعي إلى توحيد المصطلحات التقنية ومواصفات المنتج بين الدول الأعضاء. الأولى عام اللجنة عقدت يوم 25 مارس 1968.
تم دمج المنظمة في التسعينيات مع منظمات أخرى لتشكيل المنظمة العربية للتنمية الصناعية والتعدين.

## المعايير
- ASMO 449
- ASMO 708

## روابط خارجية
- المنظمة العربية للمواصفات والمقاييس على الفهرس العالمي, قائمة جزئية من منشورات المنظمة.
- مهما حدث ASMO على أية حال ؟